# Axente Sever
Axente Sever es una comuna ubicada en el distrito de Sibiu, Rumania.

## Superficie
Posee una superficie de 72,36 kilómetros cuadrados.

## Demografía
Hasta 2021 la población era de 3286 habitantes, con una densidad de población de 45,41 habitantes por kilómetro cuadrado.